# Phêrô Nguyễn Đình Diễn
Phêrô Nguyễn Đình Diễn (sinh năm 1957) là một Tín hữu Công giáo người Việt. Ông là một nhà giáo, dịch giả và nhạc sĩ Công giáo với nhiều tác phẩm có giá trị. Ông đã sáng tác trên 300 bài Thánh ca dưới bút danh là Phanxicô, trong đó có 10 ca khúc bất hủ tựa đề "Cầu cho cha mẹ" đánh dấu từ 1 đến 10, được nhiều người biết đến và thể hiện bởi nhiều ca sĩ nổi tiếng. Ở lĩnh vực dịch thuật, ông đã xuất bản công trình "Từ điển Công giáo Anh-Việt" (năm 2002) và bản mở rộng (năm 2014) dày trên 2000 trang khổ lớn.

## Cuộc đời
Phêrô Nguyễn Đình Diễn tên thật là Nguyễn Đình Diễn (Phêrô là tên Thánh của ông). Ông sinh năm 1957 hiện đang sống ở giáo xứ Lạng Sơn Giáo phận Thành phố Hồ Chí Minh. Trước năm 1975 Nguyễn Đình Diễn theo học trong nhà Dòng Don Bosco, nhưng vì gia cảnh nên ông xuất tu và lập gia đình sau năm 1975. Từ năm 2008, ông là Ủy viên Ban Thường vụ Ủy ban Thánh nhạc Việt Nam.

## Sáng tác Thánh ca
- Tuyển tập thánh ca Cát biển sao trời[3]
- Các ca khúc tiêu biểu: 
  - 10 bài Cầu cho cha mẹ[4][5][6]
  - Cát biển sao trời
  - Chúng con cần đến Chúa
  - Chúa là con đường
  - Chúa luôn còn mãi
  - Con chỉ là tạo vật
  - Còn gì dâng Ngài
  - Dâng niềm cảm mến
  - Trông cậy Chúa (đồng sáng tác với Nguyễn Duy)
  - Sự sống thay đổi mà không mất đi
  - Nguyện cầu cho nhau
  - Tình yêu dâng
  - Khi hoa nở miền Ca-na
  - Chung kết trầu cau
  - Mẹ là bóng mát
  - Mẹ nhân loại
  - Trong trái tim Chúa yêu
  - Đầu xuân cầu cho gia đình
  - Ngày xuân xin dâng

## Dịch giả Công giáo
- Từ điển Công giáo Anh-Việt[7]
- An tử và trợ tử dưới nhãn quan thần học luân lý[8]
- Kiến trúc nhà thờ Công giáo theo tinh thần Công đồng Vaticanô II[9]